# Аренсбург (замок, Эстония)
Замок А́ренсбург (нем. Schloss Arensburg), замок Ку́рессааре, епископский замок Ку́рессааре (эст. Kuressaare piiskopilinnus) или Ку́рессаареский замок эст. Kuressaare loss — средневековая резиденция эзельских епископов, расположенная в современных границах города Курессааре (бывш. Аренсбург) на эстонском острове Сааремаа, ранее известном как Эзель. Наиболее цельная из средневековых крепостей на территории стран Балтии. В 1999 году внесена в Государственный регистр памятников культуры Эстонии как памятник архитектуры.
Крепость была выстроена тевтонскими рыцарями после восстания Юрьевой ночи (1343-45 гг.) в качестве укреплённой резиденции эзельских епископов и бастиона для обращения жителей острова в христианство. Первое упоминание замка в источниках относится к 1380-м гг. После проведенной в конце XIV века реконструкции Аренсбург представлял обширную для своего времени крепость типа конвента (т.е. с внутренним двором).
Двор окаймляют переходы с крестовыми готическими сводами. В одном углу крепости возвышается сторожевая башня Стурвольт, а в другом — стройная сторожевая башня Длинный Германн. Последнюю отделяет от других частей крепости глубокая шахта, через которую ранее был перекинут подъемный мост. За зубчатыми краями стен есть открытые оборонительные ходы. Жилые помещения и залы для приёмов занимают второй этаж, первый этаж использовался как склад, а третий — только в оборонительных целях. В юго-западном углу была устроена молельня.
В продолжение XV века вокруг замка была сооружена внешняя крепость, которую в XVI—XVII вв. переоборудовали в земляные укрепления с четырьмя мощными угловыми бастионами. Следующий рубеж обороны представляет заполненный водой ров. Ливонская война, которая нанесла огромный ущерб материковой части Эстонии, не затронула островную крепость. Повреждения, полученные во время захвата русскими войсками в 1711 году, были быстро устранены.
В XIX веке замок потерял былое военное значение и за время использования в качестве богадельни обветшал. В 1904 г. эзельское дворянство приняло решение о реставрации единственного полностью сохранившегося замка ливонских рыцарей. Реставрационные работы, продолжавшиеся до 1912 г., курировал Вильгельм Нейман. Следующие, более масштабные реставрационные работы были осуществлены в 1968-1985 гг. В ходе этих работ были восстановлены разрушенные верхние части башен. 
Ныне в крепости находится музей Сааремаа, а просторная территория передней крепости используется для проведения различных мероприятий под открытым небом. Окрестности крепостного рва превратились в живописный парк.
|               |  |       |  |       |  |       |  |           |
| Вид с воздуха |  | Летом |  | Зимой |  | Ночью |  | На закате |